# Chariaspilates brunneata
Chariaspilates brunneata là một loài bướm đêm trong họ Geometridae.